# Electra van't Roosakker
Electra van't Roosakker (née le 1er mai 2004) est une jument de robe alezane, inscrite au stud-book du BWP. Elle est montée en saut d'obstacles par les cavaliers Janika Sprunger et Jos Lansink. Elle devient ensuite reproductrice, l'un de ses embryons atteignant un record mondial de prix à 100 000 euros en 2022.

## Histoire

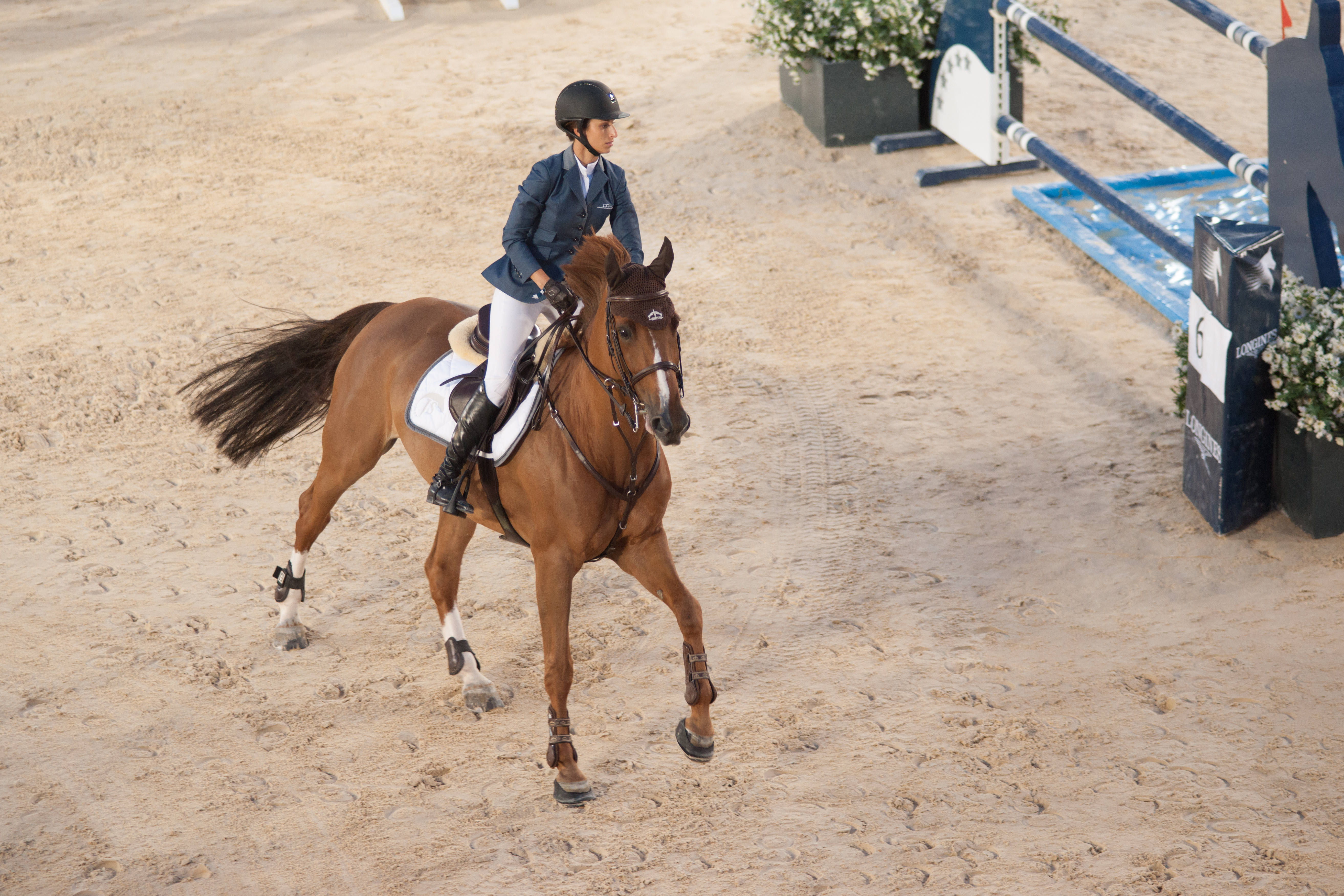
Electra van't Roosakker montée par Janika Sprunger en 2013 sur l'épreuve du Global Champions Tour de Lausanne.

Electra van't Roosakker naît le 1er mai 2004 en Belgique, à l'élevage de Marc Kluskens, situé sur la commune flamande de Saint-Gilles-Waes.
Elle est d'abord repérée par le cavalier belge Jos Lansink. Elle est montée en saut d'obstacles par les cavaliers Janika Sprunger et Jos Lansink jusqu'au plus haut niveau de compétition, sur des obstacles à 1,60 m.
Fin 2018, elle est acquise en co-propriété et prend sa retraite sportive au haras d'Ick, près de Deauville ; elle y est vouée à la reproduction.

## Description
Electra est une jument de robe alezane, inscrite au stud-book du BWP. Elle mesure 1,68 m.

## Palmarès
D'après les données de la Fédération équestre internationale (FEI), Electra van't Roosakker a participé à 128 épreuves sportives classées FEI, mais n'en a remporté aucune.

## Origines
C'est une fille de l'étalon Carthago. Sa mère Atoucha van't Roosakker est une fille de Darco. Elle est aussi la sœur utérine de Falco van't Roosakker, un cheval qui a atteint le niveau Grand Prix avec Romain Duguet et Jérôme Guéry, et d'une autre jument de Grand Prix, Gatoucha van't Roosakker.

## Descendance
Electra est désormais reproductrice. Son copropriétaire Richard Dick déclara à son sujet qu'elle a « tout ce dont [sic] je recherche chez une jument : un super pedigree, de bonnes performances et un caractère fantastique. Maintenant on doit trouver avec quel étalon la croiser au mieux pour élever des chevaux pour le haut niveau ». Elle est labellisée pour reproduire en Selle français. Elle atteint un indice de reproductrice de + 16 en saut d'obstacles, et + 15 en concours complet, en 2021.
En septembre 2022, un record mondial de prix est atteint, soit 100 000 euros, pour un embryon sexé femelle issu d'un croisement d'Electra avec l'étalon Chacoon Blue ; au terme d'une lutte d'enchères entre la France et le Brésil, c'est finalement le Brésil qui acquiert l'embryon,.
Durant cette même vente aux enchères, un poulain mâle d'Electra van’t Roosakker avec Diamant de Semilly, nommé Masterclass DK, est également vendu pour 34 000 € en France.